# Ponte Capriasca
Ponte Capriasca är en ort och kommun  i distriktet Lugano i kantonen Ticino, Schweiz. Kommunen har 1 926 invånare (2023).